# Ford M10
Der Ford M10 war ein Sportwagen-Prototyp aus dem Jahre 1979.

## Entwicklungsgeschichte und Technik
Erst spät fiel 1979 bei Grand Touring Cars die Entscheidung, sich erneut am 24-Stunden-Rennen von Le Mans zu beteiligen. John Horsman, der frühere Rennleiter der John Wyer Automotive und Teamchef bei Grand Touring Cars, ließ seine guten Kontakte zu Ford wiederaufleben – in den 1960er-Jahren hatte das Team von John Wyer mit Ford GT40s zweimal das Rennen in Le Mans gewonnen – und organisierte Sponsorgeld, um den Einsatz zu finanzieren. Die französischen Ford-Händler traten als Sponsoren auf, deshalb wurde der M10 offiziell auch als Ford M10 bezeichnet. Intern lief der Wagen jedoch unter der Typisierung Mirage M10.
Als Basis für den Wagenbau dienten zwei Aluminium-GR8-Chassis, um die zwei neue Rennfahrzeuge aufgebaut wurden. Nach dem Ende der Zusammenarbeit mit Renault und durch die Sponsorverpflichtung mit Ford griff man wieder auf die Cosworth-Motoren zurück, die schon in früheren Mirage-Fahrzeugen zum Einsatz gekommen waren. Die Motoren wurden bei John Judd in Großbritannien zerlegt und gewartet, während die Rennwagen in den USA gebaut wurden. Dabei kam eine neue Bremskühlung zum Einsatz. Aus einem Wassertank wurde über kleine Düsen bei jedem Bremsvorgang Wasser auf die Bremsscheiben gesprüht, um so für zusätzliche Kühlung zu sorgen. Allerdings musste der Tank bei jedem Boxenstopp neu befüllt werden. Die Piloten hatten auch die Möglichkeit, mit einem Hebel die Bremsbalance im Cockpit zu verstellen.

## Renngeschichte
Als Fahrer wurden langgediente Wyer- und Grand-Touring-Car-Piloten engagiert. Derek Bell hatte 1975 das 24-Stunden-Rennen mit dem GR8 gewonnen. David Hobbs fuhr schon in den 1960er-Jahren Mirage-Rennwagen und war 1969 gemeinsam mit Mike Hailwood Dritter in Le Mans geworden. Zu Vern Schuppan, dem langjährigen Werksfahrer, kam der Franzose Jean-Pierre Jaussaud, der im Jahr davor auf einer Alpine A442 das 24-Stunden-Rennen gewonnen hatte.
Nach ausgiebigen Testfahrten kam das Team gut vorbereitet nach Le Mans. Da die favorisierten Porsche 936 zu Beginn des Rennens technische Probleme hatte, führte der M10 von Bell und Hobbs das Rennen in den ersten drei Stunden an. Dann bekamen aber auch die M10 Probleme. Beim führenden M10 musste ein Zylinder getauscht werden, und in der Nacht hatte Vern Schuppan im zweiten M10 einen Unfall, brachte den Wagen aber schwer beschädigt an die Box zurück. Am Sonntag setzte strömender Regen ein, und beide M10 verloren durch unplanmäßige Boxenstopps viel Zeit. Der Schuppan/Jaussaud-Wagen musste mit Motorschaden abgestellt werden. Der Wagen von Bell/Hobbs ließ sich beim letzten Stopp nicht mehr starten. Wenige Minuten vor 16 Uhr gelang es dann doch, das Fahrzeug wieder in Gang zu bringen, da man die Ziellinie überfahren musste, um klassiert zu werden. Knapp nach der Boxenausfahrt blieb der Wagen jedoch endgültig liegen. Damit kam in Le Mans erstmals kein Mirage-Prototyp in die Wertung.